# 장 5세 다르마냐크 백작
장 5세 다르마냐크(프랑스어: Jean V d'Armagnac, 1420년 - 1473년 3월 5일)는 아르마냐크의 백작이다. 장 4세 다르마냐크와 이자벨 드 나바르 사이에서 태어난 아들이다.

## 생애
아버지가 살아있던 동안 로마뉴(Lomagne) 자작 작위를 받은 장은 아버지가 사망하자(1450년 11월 5일) 아르마냐크 백작 자리를 계승했고, 곧 그는 연대기작가 마티유 데쿠시가 프랑스의 가장 아름다운 여인 중 한 명이라고 꼽고 헨리 6세와 약혼을 했었던 10살 어린 친여동생 이자벨과 연인관계를 시작했다. 렉투르 성에서 두 아들(장, 앙투안)가 태어나자, 두 연인은 논란의 행위를 행하기로 약속한다. 몇달 안에 장은 교황 갈리스토 3세에게서 특별 허가를 얻어 결혼식을 치뤘고, 금세 로즈(Rose) 또는 마스카로즈(Mascarose)라는 이름의 딸을 가졌다.
그외 심각한 위반 행위가 벌어졌는데, 장이 프랑스 국왕이 임명하고 교황이 승인한 오슈 주교구의 주교를 장의 배다른 형제를 앉히고자 거부한 것이였다. 그러다 마침내 1455년 5월에 일이 터지고 말았다. 프랑스 정부 당국은 위험을 느끼고, 로마 교구의 상관인 캉브레 주교 앙투안 달레의 특별 허가서를 위조한 것이 수사를 통해 밝혀졌고 장의 체포 명령을 내렸다. 그의 부재 가운대 1460년 샤를 7세의 팔르망은 그에게 국가 원수 모독과 반란, 근친 혐의로 유죄 판결을 내렸다. 프랑스 군대가 그를 체포하기 위해 보내졌지만, 친척들이 있는 아라곤으로 도피하면서 처벌을 피했다. 로마에서 그는 그의 사건이 무죄 판결을 받았음에도, 두 연인을 헤어지게 하였고 아들들을 사생아로 선포시킴과 동시에 계승권을 상실하였다.
몇 년 안에 새로이 즉위한 루이 11세는 장을 그의 영지에 복귀시켜주었지만, 그는 무책임하게 아버지의 일을 취소하였고 그가 약조한 일 또한 저버렸다. 루이를 배신한 장은 공익 동맹이라고 불리던 이 중에 하나로서, 6,000명을 데리고 파리에서 위협을 가했다. 1469년에 루이는 이에 대한 대응으로, 잉글랜드에서 온 대사와 조약을 맺는 척을 하였고, 군대를 보내 장을 격퇴시키도록 했다. 장은 스페인으로 도망쳤다가, 1471년에 왕의 반항적인 형제인 기옌 공작을 훈련시키기 위해 다시 나타났다. 루이는 1473년 3월 5일에 렉투르의 요새에 있던 장을 포위했고 알비 주교인 장 조프루아에 의해 처형됐다.
1469년 8월 19일 렉투르에서 장은 가스통 4세 드 푸아 베아르 백작과 나중에 나바라의 군주가 되는 레오노르 1세 데 나바라의 딸인 잔 드 푸아(Jeanne de Foix)과 혼인했다. 남편이 사망했을 때 임신 8개월 차였던 잔은 렉투르 인근 뷔페(Buffet) 성에 감금돼있었고, 앙젤름 드 기부르에 따르면, 그녀는 아이를 사산시키게 하는 물약을 강제로 마셨다고 전해진다. 1473년 4월, 그리하여 "아르마냐크 백작 일족은 단절됐다"(il ne restât aucun de la race du comte). 이에 대한 결과로, 아르마냐크 백작 작위는 처음에는 아이를 갖지 못하던 장의 동생 샤를에게 넘어갔다가, 1497년에 그의 친척인 방계 가문인 아르마냐크느무르 가문으로 넘어갔다.